# 失物
失物是普通财产法中的一種概念，指的是脫離其所有者的控制同時也沒有被他人占有的财产或動產。如果一物品是在原先所有者並非要放置（例如走在路上手機掉在路上，並非自己刻意要放在地上）且所有者難以找到的地方發現，则一般认为該物品屬於失物。在普通法中，失物的拾得者可以向除失物原主以外的任何人主张占有该物品的权利。